# 오티스슈트라세역
오티스슈트라세역(U-Bahnhof Otisstraße)은 베를린 라이니켄도르프구 라이니켄도르프에 있는 U6의 역이다. U6의 지상역 세 곳 중 하나이다. 역 주변의 대부분은 소규모 정원으로 구성되어 있다.
이 역은 오티스슈트라세를 교차하는 다리 남동쪽에 건설된 제방 위에 건설되어 있다. 고도는 지상 7.35 m이며 승강장 너비는 8.30 m이다. 승강장 북쪽에 있는 계단을 통해서 지상 출입구가 있는 대합실과 연결된다. 역 골조는 파란색 철골을 사용했으며, 벽체 사이 공간은 모자이크 타일로 처리되었다. 승강장에는 대합실이 설치되어 있으며, 동절기에는 폐쇄된다.
역 동쪽에는 직류 변전소가 설치되어 있으며, 테겔까지의 급전을 담당한다.

## 역사
계획 당시의 역명은 이눙스슈트라세(Innungsstraße)였으며, 1956년에는 해당 도로가 미국의 발명가 엘리샤 오티스의 이름을 딴 오티스슈트라세(Otisstraße)로 개칭되었다. 1958년 5월 31일 자이델슈트라세(테겔 비행장)(Seidelstraße (Flugplatz Tegel))역으로 개업했다. 그러나 자이델슈트라세는 이 역과 직접 닿아 있지 않고 약 200 m 남쪽에 있는 대로의 명칭이다. 베를린 테겔 공항의 초기 개항 당시에는 활주로 북부의 터미널 건물만 존재했으며, 이 역을 통해서 도달할 수 있었다. 1961년에는 부역명이 테겔 공항(Flughafen Tegel)로 변경되었다. 활주로 남부 터미널이 개장하면서 북부 터미널은 전용기 터미널이 되었고, 이에 따라서 이 역의 부역명은 1974년 11월에 삭제되었다.
현재의 이름이자 계획 당시의 역명으로는 2003년 1월 6일에 변경되었다. 역 근처에는 오티스 엘리베이터의 베를린 사업장이 있다.
2010년 10월 29일 엘리베이터가 운영을 시작했다. 엘리베이터 설치에는 예산 약 80만 유로가 소요되었다. 2022년 11월 6일부터 쿠르트슈마허플라츠-테겔 구간 보수 공사로 영업을 중단했다.

## 인접 철도역
| 베를린 지하철 6호선               | 베를린 지하철 6호선 | 베를린 지하철 6호선                    |
| --------------------------------- | ------------------- | -------------------------------------- |
| 홀츠하우저 슈트라세 알트테겔 방면 | U6                  | 샤른베버슈트라세 알트마리엔도르프 방면 |